# Comarca de Nájera
La Comarca de Nájera, La Rioja (España). En la región Rioja Alta, de la zona de Valle.
N.º de municipios: 25
Superficie: 316,06 km²
Población (2009): 14.761 habitantes
Densidad: 46,70 hab./km²
Latitud media: 42°23′34″ N
Longitud media: 2°43′14″ O
Altitud media: 617,33 m s. n. m.

## Municipios de la comarca
Alesanco, Alesón, Arenzana de Abajo, Arenzana de Arriba, Azofra, Badarán, Bezares, Bobadilla, Camprovín, Canillas de Río Tuerto, Cañas, Cárdenas, Castroviejo, Cordovín, Hormilla, Hormilleja, Huércanos, Manjarrés, Nájera, Santa Coloma, Torrecilla sobre Alesanco, Tricio, Uruñuela, Villar de Torre, Villarejo.

## Demografía
| Municipio                 | Población | Superficie | Pedanías y despoblados |
| ------------------------- | --------- | ---------- | ---------------------- |
| Alesanco                  | 528       | 17,17      |                        |
| Alesón                    | 117       | 6,49       |                        |
| Arenzana de Abajo         | 243       | 8,39       |                        |
| Arenzana de Arriba        | 32        | 5,92       |                        |
| Azofra                    | 213       | 11,84      |                        |
| Badarán                   | 555       | 20,69      |                        |
| Bezares                   | 18        | 4,62       |                        |
| Bobadilla                 | 124       | 4,66       |                        |
| Camprovín                 | 155       | 20,45      | Mahave                 |
| Canillas de Río Tuerto    | 40        | 3,6        |                        |
| Cañas                     | 88        | 9,72       |                        |
| Cárdenas                  | 173       | 3,98       |                        |
| Castroviejo               | 58        | 20,75      |                        |
| Cordovín                  | 174       | 4,6        |                        |
| Hormilla                  | 460       | 15,86      |                        |
| Hormilleja                | 155       | 7,44       |                        |
| Huércanos                 | 857       | 21,48      |                        |
| Manjarrés                 | 115       | 6,16       |                        |
| Nájera                    | 8268      | 37,44      |                        |
| Santa Coloma              | 112       | 20,24      |                        |
| Torrecilla sobre Alesanco | 35        | 4,36       |                        |
| Tricio                    | 388       | 6,35       |                        |
| Uruñuela                  | 974       | 10,51      | Somalo                 |
| Villar de Torre           | 210       | 11,99      |                        |
| Villarejo                 | 29        | 6,38       |                        |

Los pueblos de la comarca de Nájera sufrieron una fuerte emigración durante los años 60 y 70, descendiendo fuertemente su población, pero a pesar de ello la comarca no vio descender mucho su población debido al gran crecimiento del municipio de Nájera. Actualmente Nájera soporta más de la mitad de la población comarcal, siendo el resto de los municipios de la comarca pequeñas localidades de entre 100 y 500 habitantes.
Además de Nájera hay otros municipios que han tenido un crecimiento de la mano de la industria del mueble, la agricultura vitivinícola y la construcción, como Huércanos, Uruñuela o Alesanco. Mientras las zonas del alto Yalde y el alto Cárdenas sufren una gran despoblación con municipios por debajo de los 50 habitantes.

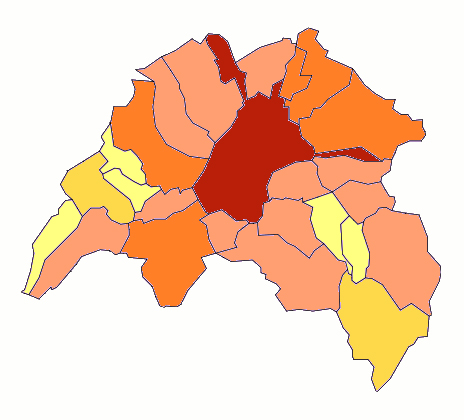
Distribución demográfica de la comarca de Nájera

| Gráfica de evolución demográfica de Comarca de Nájera entre 1900 y 2011                                                                                   |
| |
| Población de derecho (1900-1991) o población residente (2001) según los censos de población del INE. Población según el padrón municipal de 2011 del INE. |

## Orografía

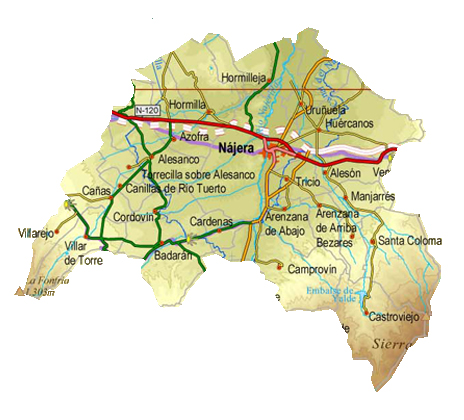
Mapa Orográfico de la comarca de Nájera

La comarca transcurre en los cursos medio y bajo del río Najerilla, como eje central de la comarca. La comarca también la bañan los cursos del río Cárdenas, Tuerto y Yalde, principalmente.
La comarca tiene principalmente un uso agrícola, siendo la vid, el cereal (trigo y cebada) y la remolacha los cultivos más importantes. También existen zonas de monte bajo en el que la vegetación está compuesta por bosques de roble y encina.
En estos bosques se encuentran muchos de los animales del hábitat ibérico, como el conejo, la liebre, la perdiz o el zorro.

## Educación
En la comarca de Nájera debido a la despoblación no todos sus municipios poseen escuelas de educación infantil y primaria, por ello se agrupan en distintas Escuelas Rurales Agrupadas, situadas en los municipios con mayor número de niños en edad escolar, a las que acuden los niños de los pueblos adyacentes.
Aparte de los municipios agrupados en los CRA en Nájera existen varios colegios de educación primaria y dos institutos a los que acuden los alumnos de secundaria de toda la comarca.
En el CRA Cuenca del Najerilla se engloban las escuelas de:
- Escuela de Alesanco:
- Escuela de Arenzana de Abajo:
- Escuela de Camprovín:
- Escuela de Hormilla:
- Escuela de Huércanos:
- Escuela de Tricio:
- Escuela de Uruñuela:

En el CRA Entrevalles se encuentra la Escuela de Badarán.
- Escuela de Badarán: Fue construida en el año 1965 y consta de tres plantas y de un frontón cubierto. En la planta baja se encuentra el patio y el frontón cubierto. En la primera planta actualmente se mantienen en uso el aula de psicomotricidad y unos baños. La segunda planta consta del despacho de dirección, la sala de profesores y biblioteca que también se utiliza como aula de usos múltiples, el aula de E. Primaria, el aula de E. Infantil y los baños. En esta misma planta hay una pequeña aula destinada a la atención personalizada de los alumnos (logopedia, aplicación de pruebas, atención a la diversidad, etc.) y un almacén.

Y por supuesto los Colegios e Institutos de Nájera:
- CEIP San Fernando: Es el colegio público más antiguo de Nájera, y tiene 210 alumnos.
- CEIP Sancho III el Mayor
- Colegio Católico Ntra. Sra. de la Piedad: El colegio de Nuestra Señora de la Piedad es fundado por la “Fundación Hospital El Refugio y Ntra. Sra. de la Piedad” el año 1901 como colegio de primera enseñanza con dos clases: una de párvulos y otra de mayores, que tenían por objeto fomentar la Instrucción y la moralidad del vecindario y arbitrar recursos para el sostenimiento del Hospital.  Actualmente, es un centro concertado y confesional, que sigue perteneciendo a la “Fundación Hospital El Refugio y Ntra. Sra. de la Piedad” quien delega la titularidad en la Comunidad de las Hijas de la Caridad de San Vicente de Paúl, provincia de Santa Luisa y por ende a la red de Centros Educativos Vicencianos.  El 19 de diciembre de 1973, el Centro obtiene la clasificación condicional como colegio de E. G. B. En el año 1976, después de una amplia transformación y adaptación, se inauguran las nuevas instalaciones para una matrícula de 320 alumnos/as. Sus aulas se abren, también, cada noche, para que se puedan impartir enseñanzas Administrativas, de Mecanografía y de Contabilidad, a las que asisten un buen número de najerinos y najerinas.
- IES Rey Don García
- IES Esteban Manuel de Villegas